# NGC 4879
NGC 4879 (بالألمانية: NGC 4879) الذي يرمز له بالرمز NGC 4879، هو نجم، في كوكبة العذراء.

## الاكتشاف
اكتشف في 23 مارس 1789، بواسطة ويليام هيرشل.